# Карповка (притока Дону)
Карповка — річка у Росії, яка протікає у Калачевському та Городищенському районах Волгоградської області та є притоком Дону. Нижня частина річки формує Карповське водосховище, яке відділено шлюзом від Цимлянського водосховища.

## Географія річки
Карповка починається при злитті витоків Россошка і Червльона, приблизно в 20 километрах на захід від Волгограда. Тече на південний захід до Волго-Донського каналу. На річці розташовані населені пункти Карповка, Прудбой та Маринівка. Впадає у Карпівське водосховище. Довжина Карповки разом із Карповським водосховищем загалом становить 36 км.